# Herzoglich Braunschweigische Staatseisenbahn

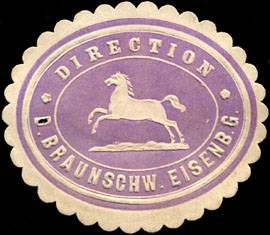
Siegelmarke der Herzoglich Braunschweigischen Eisenbahngesellschaft

Die Herzoglich Braunschweigische Staatseisenbahn war die erste Staatseisenbahn in Deutschland. Deren erste Strecke von Braunschweig nach Wolfenbüttel wurde am 1. Dezember 1838 eröffnet. 1879 wurde die Gesellschaft an die Preußischen Staatseisenbahnen verkauft. Die Strecken sind teilweise bis heute in Betrieb.

## Geschichte
Der Bau der Eisenbahn war wesentlich das Werk des Kaufmanns Philipp-August von Amsberg. Dieser beschäftigte sich mit den Verkehrsverbindungen des Herzogtums Braunschweig zu den Hansestädten Hamburg, Bremen und Lübeck und erkannte, dass Holz und Bergbauerzeugnisse aus dem Harz in den Seehäfen nicht konkurrenzfähig waren. Umgekehrt wurden die Produkte aus den Seehäfen bevorzugt auf der Elbe nach Magdeburg und nicht nach Braunschweig transportiert. 1824 stellt er in einer Denkschrift den Plan vor, Eisenbahnverbindungen von Braunschweig nach Hamburg und Bremen zu bauen. Diese Ideen wurden 1832 veröffentlicht.
1835 befasste sich Amsberg mit dem Plan einer Eisenbahn von Braunschweig über Helmstedt nach Magdeburg. Dieser Plan wurde zu Gunsten einer Linienführung über Oschersleben wieder aufgegeben, um dort den Anschluss an die Bahnstrecke Magdeburg–Thale der Magdeburg-Halberstädter Eisenbahn zu erreichen.
Auf Anregung Amsbergs fasste das Braunschweigische Staatsministerium den Entschluss, zunächst eine Bahnverbindung von Braunschweig über Wolfenbüttel nach Bad Harzburg (Bahnstrecke Braunschweig–Bad Harzburg) zu bauen und damit der Absicht der hannoverschen Regierung zuvorzukommen, unter südlicher Umgehung von Braunschweig eine Bahn über Halberstadt nach Magdeburg zu bauen.
Am 1. August 1837 begannen die Bauarbeiten für das erste Teilstück von Braunschweig in südlicher Richtung bis Wolfenbüttel. Am 1. Dezember 1838 wurde die Strecke als erste deutsche Staatsbahn und vierte Eisenbahnstrecke im Deutschen Bund dem Verkehr übergeben. Bereits am Vortag unternahm der Landesherr, Herzog Wilhelm von Braunschweig, in Begleitung von Philipp August von Amsberg eine erste Fahrt von Braunschweig nach Wolfenbüttel und zurück. Dazu zog die Lokomotive SWIFT einen zweiachsigen Flachwagen, auf dem eine Kutsche des Herzogs stand – einen Salonwagen gab es erst ab 1840. Die Hinfahrt erforderte 20 Minuten, zurück schaffte es der Sonderzug in 13 Minuten. Am 31. Oktober 1841 war die Bahn bis Harzburg fertiggestellt. Die Steigung zwischen Vienenburg und Harzburg wurde anfänglich noch mit Pferden bewältigt, bis 1843 auch hier der Dampfbetrieb mit drei aus England bezogenen Lokomotiven eingeführt wurde. Diese Lokomotiven waren die ersten dreifach gekuppelten Lokomotiven in Deutschland.
1850 wurde Philipp August von Amsberg Leiter der Herzoglichen Eisenbahn- und Postdirektion in Braunschweig.

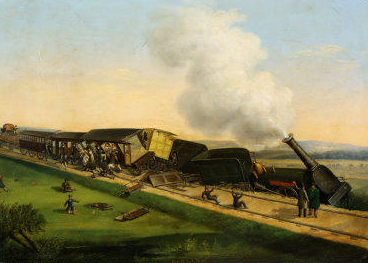
Eisenbahnunfall von Jerxheim (9. September 1844)

Am 10. Juli 1843 wurde die Strecke Wolfenbüttel–Oschersleben mit Anschluss an die Magdeburg-Halberstädter Eisenbahn und weiter nach Berlin, Leipzig und Blankenburg in Betrieb genommen. Die Strecke nach Peine mit Anschluss an die Königlich Hannöverschen Staatseisenbahnen wurde am 19. Mai 1844 eröffnet. Am 9. September 1844 kam es bei Jerxheim zu einem schweren Unfall, als ein Personenzug aufgrund einer falsch gestellten Weiche entgleiste. 
Die Braunschweigische Südbahn von Börßum nach Kreiensen wurde ab 1853 gebaut und 1856 eröffnet. 1858 erfolgte der Anschluss des Helmstedter Braunkohlenreviers mit der Strecke Jerxheim–Helmstedt, dann die Strecke Vienenburg–Goslar (eröffnet 1866 durch die Hannoversche Staatsbahn, zunächst aber betrieben durch die Braunschweigische Eisenbahn). Mit der Verbindung Kreiensen–Holzminden–Höxter–Godelheim zur Bahnstrecke Altenbeken–Höxter der Königlichen Westfälischen Eisenbahn-Gesellschaft im Oktober 1865 entstand eine durchgehende Strecke über Altenbeken ins Ruhrgebiet. Mit der Verbindungsstrecke Jerxheim–Börßum entstand 1868 eine durchgehende Fernverbindung zwischen Magdeburg und dem Ruhrgebiet unter Umgehung von Hannover und Braunschweig, was besonders den Interessen Preußens sehr entgegenkam.
Im Jahr 1869 setzte sich Amsberg schweren Herzens für den Verkauf der Braunschweigischen Staatsbahn an Preußen ein. Das Herzogtum Braunschweig hatte zu diesem Zeitpunkt hohe Schulden, die in erster Linie durch den Ausbau der Eisenbahn entstanden waren. Zudem war das Netz ganz von den Strecken der Preußischen Staatseisenbahnen umschlossen.
Im März 1870 wurden die Braunschweigischen Staatsbahnen mit Wirkung vom 1. Januar 1869 in eine private Aktiengesellschaft überführt. Sie firmierten fortan als Braunschweigische Eisenbahn-Gesellschaft. Der preußische Staat kaufte die Aktien dieser Gesellschaft in den Jahren 1879 bis 1882 auf und betrieb sie fortan unter der Verwaltung der Preußischen Staatseisenbahnen. Im Jahr 1886 wurden die Strecken der Königlichen Eisenbahndirektion Magdeburg unterstellt.

## Führung
Vorsitzende der Eisenbahn-Commission
- 1. Mai 1837 bis 1845: Philipp August von Amsberg
- 1845 bis 30. Juni 1850: Albert Steigerthal

Generaldirektor
- 1. Juli 1850 bis 6. Dezember 1870: Phillipp August von Amsberg

Präsident
- 1. April 1885 bis 1. April 1886: Otto von Mühlenfels

## Lokomotiven
| Nr. | Name         | Hersteller                                 | Achsformel | Inbetriebnahme | Ausmusterung | Anmerkung                                                                                |
| --- | ------------ | ------------------------------------------ | ---------- | -------------- | ------------ | ---------------------------------------------------------------------------------------- |
| 1   | ADVANCE      | Forrester & Co, Liverpool, England         | 1A1        | Dez. 1838      | Ende 1864    |                                                                                          |
| 2   | SWIFT        | Forrester & Co, Liverpool, England         | 1A1        | Dez. 1838      | Ende 1864    |                                                                                          |
| 3   | BALTIMORE    | Norris, Philadelphia, USA                  | 2'A        | Jan. 1839      | Ende 1854    | Tender gebaut von Maschinenfabrik Zorge.                                                 |
| 4   | DART         | Forrester & Co, Liverpool, England         | 1A1        | Aug. 1840      | Aug. 1871    |                                                                                          |
| 5   | ZORGE        | Maschinenfabrik Zorge                      | 1A1        | Mai 1842       | Ende 1864    |                                                                                          |
| 6   | HACKELBERG   | Maschinenfabrik Zorge                      | 1A1        | 16. Juli 1842  | Ende 1869    |                                                                                          |
| 7   | MANCHESTER   | Sharp, Roberts & Co, Manchester, England   | 1A1        | Sep. 1842      | Ende 1861    | Lieferung von zwei Lokomotiven, eine 1840 zerlegt zur Maschinenfabrik Zorge zum Nachbau. |
| 8   | BRAUNSCHWEIG | Bahnbetriebswerkstätte Braunschweig        | 2'A        | Apr. 1843      | Jan. 1871    | Nachbau der Nr. 3 Baltimore. Tender gebaut von Maschinenfabrik Zorge.                    |
| 9   | HARZBURG     | Maschinenfabrik Zorge                      | 1A1        | Mai 1843       | Ende 1859    |                                                                                          |
| 10  | WILDEMANN    | Robert Stephenson & Co, Newcastle, England | C          | Sep. 1843      |              |                                                                                          |
| 11  | CRODO        | Robert Stephenson & Co, Newcastle, England | C          | Okt. 1843      |              |                                                                                          |
| 12  | HERCYNIA     | Robert Stephenson & Co, Newcastle, England | 1B         | Okt. 1843      | Aug. 1871    |                                                                                          |
| 13  | BLANKENBURG  | Maschinenfabrik Zorge                      | 1A1        | Nov. 1843      |              |                                                                                          |
| 14  | MAGDEBURG    | Maschinenfabrik Zorge                      | 1A1        | Nov. 1843      | 5. Okt. 1866 |                                                                                          |
| 15  | WOLFENBÜTTEL | Robert Stephenson & Co, Newcastle, England | 1B         | 9. Nov. 1846   | Ende 1871    |                                                                                          |
| 16  | BROCKEN      | Robert Stephenson & Co, Newcastle, England | C          | 9. Nov. 1846   |              |                                                                                          |
| 17  | GERMANIA     | Egestorff, Linden, Hannover                | 1B         | 23. Apr. 1848  | Dez. 1877    | Alle ab 1848 beschafften Lokomotiven stammten von Egestorff.                             |
| 18  | CONCORDIA    | Egestorff, Linden, Hannover                | 1B         | 1. Sep. 1848   | Dez. 1877    |                                                                                          |
| 19  | HANNOVER     | Egestorff, Linden, Hannover                | 1B         | 23. Dez. 1848  |              |                                                                                          |
| 20  | KÖLN         | Egestorff, Linden, Hannover                | 1B         | 19. März 1849  | Dez. 1877    |                                                                                          |
| 21  | BERLIN       | Egestorff, Linden, Hannover                | 1B         | 3. Mai 1850    | Dez. 1877    |                                                                                          |
| 22  | BREMEN       | Egestorff, Linden, Hannover                | 1B         | 25. Juli 1850  | Dez. 1877    |                                                                                          |
|     | OKER         | Egestorff, Linden, Hannover                | 1B n2      | 1848           |              |                                                                                          |
|     | Nr. 202      | Egestorff, Linden, Hannover                | 1A1 n2     | 1863           |              |                                                                                          |

## Weblink
- www.bahnstatistik.de: ED Braunschweig